# Lymfeknude
Lymfeknuder også forkert kaldet "lymfekirtler" (de udskiller ikke noget og er derfor ikke kirtler), er dele af lymfesystemet. Lymfeknuderne virker som vagtposter, der filtrerer og undersøger lymfen, når den kommer ind fra hele kroppen mod venerne tæt ved hjertet. Denne filtrering er et vigtigt element i opdagelsen og bekæmpelsen af infektioner af bakterier og virus. Samtidig sikrer filtreringen mod sepsis. Lymfeknuder er fyldt med lymfocytter, der organiserer den adaptive immunitet, dvs. immunforsvaret mod genkendte fjender.
Lymfeknuder er bønneformede, og er normalt fra et par millimeter til et par centimeter brede. Når en infektion opdages vil de celler i knuden, der har genkendt infektionen, dog begynde at dele sig, så knuden vokser. Lymfeknuders to sider er forskellige; på den ene side sidder de lymfekar, der fører lymfe til knuden, og på den anden side sidder de lymfekar, der fører lymfen videre, samt den vene og arterie, der forsyner lymfeknuden med blod.

## Anatomiske opbygning
Lymfeknuder er små bønneformede organer indskudt i samlelymfekarrene. Størrelsen er få mm til >2cm. Lymfeknuden er omgivet af en tynd kapsel bestående af kollagent bindevæv, der er sammenhængende med det omgivende væv. Lymfeknuden har en hilus hvorfra de efferente lymfekar forlader lymfeknuden, og hvor blodkarrene træder ind. De afferente lymfekar gennembryder kapslen mange steder udenfor hilus. Fra kapslen går der trabekler ind i lymfeknudes lymfoide væv.
Stromaet består af retikulumceller (normalt store og med kun svagt farvet cytoplasma) med tilhørende retikulære fibre. De frie celler i parenchymet består af lymfocytter (små celler, der ses lille afstand imellem cellekernerne i HE snit),makrofager (større celler) og interdigiterende og folliculære dendritiske celler.
Lymfeknuden kan opdeles i en cortex og medulla samt lymfesinus. Cortex er opdelt i en ydre cortex og en dyb cortex. Den ydre cortex består af noduli/follikler og diffust internodulært lymfoidt væv. Lymfenoduli kan være primære eller sekundære. Den primære udgøres af en masse af tætpakkede små lymfocytter (B-lymfocytter). Ved antigenstimulation vokser den primære og og omdannes til en sekundær follikel. Den er opbygget af et kim/germinalcentrum omgivet af lymfoidt væv, der på den side som vender ud imod kapslen danner en ansamling af tætpakkede lymfocytter, kaldet kalotten. Germinalcentret består af en lys zone ved kalotten hvor der findes små lymfocytter (centrocytter) og follikulære dendritiske celler samt en mørkere zone bestående af store lymfocytter (lymfoblaster) der prolifererer (centroblaster). Den dybe cortex består af diffust lymfoidt væv omfattende primært små og lidt færre store lymfocytter (T-lymfocytter) samt de interdigiterende dendritiske celler. I medulla dannes marvstrenge bestående af lymfocytter forløbende langs de medullære sinus. 

### Lymfesinus
Lymfesinus, der er hulrummet/området hvor lymfen forløber, dannes ved at de afferente lymfekar gennembryder kapslen og danner en subkapsulær sinus imellem kapslen og cortex. Herfra strømmer lymfen igennem trabekelsinus til den medullære sinus. Sinusvæggen består af en form for endothel celler uden kontaktkomplekser og uden basallamina. Talrige reticulære fibre og celleudløberere krydser lumen.. Fra den medullære sinus samles lymfen, og løber ud via de efferente lymfekar. Der er klapper i lymfekarvæggen både på de afferente og efferente lymfekar, som sikre at lymfe bevæger sig fra den subkapsulære sinus til den medullære sinus. 

### Blodforsyning
Arterierne træder ind i lymfeknuden ved hilus og sender forgreninger ind i trabeklerne. Herfra sendes dels et kapillærnet til medulla, dels et til cortex. De postkapillære venoler der gennemløber den dybe cortex har kubisk endothel, og det er her lymfocytter fra blodet kan komme ind til lymfeknudens parenchym ved at vandre over karvæggen.